# Libertés ?
Albums de Catherine Ribeiro + Alpes
Le Rat débile et l'Homme des champs Le Temps de l'autre
Libertés ? est un album de Catherine Ribeiro + Alpes, publié en 1975.

## Historique
Cet album offre un son plus électrique, plus rock que les précédents. La batterie y est plus présente.
Qui a parlé de fin est une longue lecture débouchant sur une vocalise solennelle de 40 secondes. Le Poème non épique III qui remplit la totalité de la face B constitue sans conteste le sommet de l'album. Son texte attaque violemment (entre autres) le Président de la République française en exercice à cette époque, Valéry Giscard d'Estaing, au point que la maison de disques (Philips) a préféré utiliser sa filiale Fontana, moins exposée, pour publier le disque.

## Réception
L'album est inclus dans l'ouvrage Philippe Manœuvre présente : Rock français, de Johnny à BB Brunes, 123 albums essentiels.

## Liste des titres
Les textes sont écrits par Catherine Ribeiro et mis en musique par Patrice Moullet, sauf indication contraire.

### Face A
1. Une infinie tendresse – 6:02
2. Prélude médiéval – 2:54
3. Parle-moi d'un homme heureux – 5:19
4. Qui a parlé de fin – 4:47

### Face B
1. Poème non épique III, concerto alpin en 3 mouvements et un tombé – 22:37 Patrice Moullet / Daniel Motron (Tombé)

## Musiciens
- Catherine Ribeiro : chant
- Patrice Moullet : cosmophone
- Daniel Motron : orgue, piano
- Henri Texier : basse
- Caroll Reyn : percussions

## Pochette
L'intérieur de la pochette souligne l'attaque du pouvoir en place présente dans le dernier titre, en caricaturant la réplique envoyée par Valéry Giscard d'Estaing à François Mitterrand lors de la campagne pour l'élection présidentielle de 1974: Vous n'avez pas le monopole du cœur.